# 磯村勇斗
磯村 勇斗（いそむら はやと、1992年9月11日 - ）は、日本の俳優。静岡県沼津市出身。BLUE LABEL所属。

## 来歴
中学校2年生のころに自主制作した映画『ヌマヅの少女ハイジ』を全校生徒の前で発表したところ、拍手にうれしさを感じ、役者を目指すようになる。
静岡県立沼津西高等学校2年生で、俳優を志望して地元の劇団「沼津演劇研究所」に入り、ベテランぞろいの環境で演技の基礎を学ぶ。初舞台は17歳で、ロシアの劇作家チェーホフが手掛けた喜劇『プロポーズ』だった。高校卒業後はすぐに芸能界入りを目指すつもりでいたが、両親から「大学は行った方がいい」と言われ、芝居の勉強ができる桜美林大学に進学した。しかし芸能活動への思いが強く2年半で中退、フリーで役者を始める。アルバイトをしながら小劇場を中心に出演を転々とし、芸能プロダクションへの入所を希望したが恵まれなかった。2014年に、演出家・伊藤靖朗が手掛けた舞台への出演が縁で伊藤が所属していた事務所「ドリームプラス」に入り、2016年7月1日には伊藤らとともに「BLUE LABEL」に移籍した。
2015年に『仮面ライダーゴースト』でアラン/仮面ライダーネクロム役でレギュラー出演。同作品のスピンオフオリジナルビデオ『仮面ライダーゴースト アラン英雄伝』で初主演を務める。2017年、連続テレビ小説『ひよっこ』ではヒロイン・みね子に思いを寄せた後に結婚相手となる前田秀俊（ヒデ）役を演じた。
2018年10月期の日本テレビ系テレビドラマ『今日から俺は!!』で第14回コンフィデンスアワード・ドラマ賞新人賞を受賞。
2022年、2021年に公開された出演映画『ヤクザと家族 The Family』と『劇場版 きのう何食べた?』で第45回日本アカデミー賞新人俳優賞を受賞。
2023年、「市制100周年記念 第28期燦々ぬまづ大使」に就任。11月28日、映画『月』での演技が評価され、第48回報知映画賞助演男優賞を受賞。映画『最後まで行く』『波紋』『渇水』『月』『正欲』での演技が評価され、12月2日に第45回ヨコハマ映画祭助演男優賞を受賞し、12月27日に第36回 日刊スポーツ映画大賞・石原裕次郎賞 助演男優賞を受賞した。
2024年1月25日に第47回日本アカデミー賞 優秀助演男優賞を受賞した。2月1日に第97回キネマ旬報ベスト・テン 助演男優賞を受賞した。2月8日にエランドール賞 「新人賞（TVガイド賞）」を受賞した。3月8日に第47回日本アカデミー賞 最優秀助演男優賞を受賞した。

## 人物
- 仮面ライダーシリーズは、小学生のころに『仮面ライダー555』が特にカッコいいと思い、『仮面ライダー電王』のころから作品として意識するようになり、高校生のころから演技の道へ進みたいと思うとともに仮面ライダーをいつかは演じてみたいと思うようになり、ライダー役のオーディションを受けたいと事務所に話していた[4]。『仮面ライダーゴースト』で演じたアランについては、撮影開始時点では仮面ライダーに変身することを含め詳細な設定を知らされておらず、台本を見て設定を知ることが多かった[3]。たこ焼きが好物で冷凍庫に常備しているほどだが、劇中でアランがたこ焼きを食べないという展開の間は自身も好物のたこ焼きを食べずにいた[3]。
- 『ひよっこ』で前田秀俊（ヒデ）役を演じた際には、自分がヒロイン・みね子と結婚する相手役になるとは知らされずに演じていた[19]。
- 『ひよっこ』で 長期間現場を共にした有村架純については「本当にすごい方。お芝居はもちろん、人柄もステキですし、どんなに疲れていても疲れた顔を見せず、決して弱音もはかない。頼れる存在であり、引っ張ってくださって、いろんな面で刺激を受けました」と振り返る[20]。恋敵でもあった島谷を演じていた竹内涼真とはともに仮面ライダー出身でもあるが、「ライバルとかそういうことは関係なしに、若手俳優同士で盛り上げていきたいという思いでお互い臨んでいたので、『共に戦ってきた仲間』という感じです」と思いを明かした[20]。
- 料理好きで、調理場でのアルバイト経験がある。『ひよっこ』では見習いコック役のためクランクイン前にプロのシェフに指導を受け、料理シーンは全て吹き替えなしで演じた[21]。2017年11月5日放送の『珍種目No.1は誰だ!? ピラミッド・ダービー』の料理王に出演し、優勝した[22]。
- 映画『覆面系ノイズ』ではドラムに初挑戦し、約3か月間の練習を経て撮影に挑んだ[23]。
- 大学の同級生にSnow Manの深澤辰哉がいる。「ひと際オーラが違った」と話し、同じ学科で友だちになりたかったため、磯村から声を掛けた。2人とも大学を中退し、それ以来会ってはいないが、2024年に『A-Studio』に出演した際には深澤との共演を熱望していた[24]。
- 憧れる役者に、三船敏郎、ブラッド・ピット、綾野剛を挙げている[25]。綾野剛からは、『ヤクザと家族 The Family』で共演した際、役者陣や制作スタッフとコミュニケーションを取り合いながら一緒に作品を良くしていこうとする姿勢や芝居に対するストイックな向き合い方に影響を受けたと語っている[26]。
- いつか共演したい役者に菅田将暉[5]と満島ひかり[27]の名前を挙げている。
- スター・ウォーズ・シリーズの登場人物「ダース・ベイダー」を愛好しており、『仮面ライダーゴースト』での役作りの参考にもしている[3]。
- 大のゾンビ映画好きで、ゾンビ映画の第一人者ジョージ・A・ロメロ監督を尊敬している[28][29]。
- 犬、猫と生卵のアレルギーがある[30][31]。
- 2017年9月8日放送の『あさイチ』プレミアムトークにゲスト出演した際、視聴者から肩幅が広いという内容が多く寄せられたため、実際に番組内で井ノ原快彦が測り、47cmと判明した[32]。

## 受賞歴
- 2018年度
  - 第14回 コンフィデンスアワード・ドラマ賞 新人賞（『今日から俺は!!』）
- 2021年度
  - 第45回日本アカデミー賞 新人俳優賞（『ヤクザと家族 The Family』『劇場版 きのう何食べた?』）[33]
- 2022年度	
  - 第14回 TAMA映画賞 最優秀新進男優賞（『ビリーバーズ』『PLAN 75』『異動辞令は音楽隊!』『さかなのこ』『前科者』『彼女が好きなものは』『ホリック xxxHOLiC』『劇場版 きのう何食べた?』『MIRRORLIAR FILMS Season3』）[34]
  - 第44回 ヨコハマ映画祭 助演男優賞（『さかなのこ』『PLAN75』『異動辞令は音楽隊!』『前科者』）[35]
  - 第20回 シネマ夢倶楽部 推薦委員特別賞（『PLAN 75』）[36]
  - 第1回 女性記者ライター映画賞 主演男優賞（『ビリーバーズ』）[37]
- 2023年度
  - 第48回 報知映画賞 助演男優賞（『月』）[12]
  - 第45回 ヨコハマ映画祭 助演男優賞（『正欲』『月』『波紋』『渇水』『最後まで行く』）[13]
  - ELLE CINEMA AWARDS 2023 エル メン賞（『月』『正欲』）[38]
  - 第36回 日刊スポーツ映画大賞・石原裕次郎賞 助演男優賞（『月』『正欲』『波紋』『渇水』『最後まで行く』）[14]
  - 2023年 岐阜新聞映画部ベスト・テン 助演男優賞（『月』）[39]
  - 第47回 日本アカデミー賞 最優秀助演男優賞（『月』）[40][18]
  - 第97回 キネマ旬報ベスト・テン 助演男優賞（『月』『正欲』『渇水』『最後まで行く』『波紋』『東京リベンジャーズ2 血のハロウィン編 -運命-』『東京リベンジャーズ2 血のハロウィン編 -決戦-』）[16]
  - おおさかシネマフェスティバル2024 助演男優賞（『月』）[41]
  - エランドール賞「新人賞（TVガイド賞）」[17]
  - 第33回 日本映画批評家大賞 助演男優賞（『月』）[42]
- 2024年度
  - VOGUE JAPAN THE ONES TO WATCH2024[43]

## 出演

### テレビドラマ
- 事件救命医2〜IMATの奇跡〜（2014年6月15日、テレビ朝日） - 河野 役
- 若者たち2014 第9話（2014年9月10日、フジテレビ）
- なぜ東堂院聖也16歳は彼女が出来ないのか? 第3話（2014年11月4日、名古屋テレビ）
- フィッシャーマンズ・ブルース 第二夜 #1（2014年12月27日、テレビ朝日） - 磯貝悟 役[44]
- スケープゴート（2015年4月12日 - 5月3日、WOWOW） - 三崎慧 役[45]
- 連続テレビ小説（NHK総合）
  - まれ 第62話（2015年6月9日） - 平井 役
  - ひよっこ（2017年4月3日 - 9月30日） - 前田秀俊 役
    - ひよっこ2（2019年3月25日 - 28日）[46]
- 仮面ライダーゴースト（2015年10月4日 - 2016年9月25日、テレビ朝日） - アラン / 仮面ライダーネクロム 役[47]
- アガサ・クリスティ 二夜連続ドラマスペシャル「大女優殺人事件〜鏡は横にひび割れて〜」（2018年3月25日、テレビ朝日） - 松田松虫 役
- ドラマ10「デイジー・ラック」（2018年4月20日 - 6月22日、NHK総合） - 周防貴大 役
- 沼津市移住PRドラマ「Find your NU work & life balance 〜ぬまづ暮らし ミニドラマ編」 - 主演・ハヤオ 役[48]
- SUITS/スーツ（2018年10月8日 - 12月17日、フジテレビ） - 谷元遊星 役[49]
  - SUITS/スーツ2 第8話（2020年8月31日）[50]
- 今日から俺は!!（2018年10月14日 - 12月16日、日本テレビ） - 相良猛 役
- 第5回「ドラマ甲子園」大賞受賞作品「キミの墓石を建てに行こう。」（2018年10月28日、フジテレビTWO） - 主演・片瀬奏 役[51]
- きのう何食べた? 第6話・第7話・第11話（2019年5月11日・18日・6月22日、テレビ東京） - 井上航（ジルベール） 役[52]
  - きのう何食べた? 正月スペシャル2020（2020年1月1日）[53]
  - きのう何食べた？season2 第3話・第6話・第7話（2023年10月20日・11月10日・17日）[54]
- 御曹司ボーイズ（2019年4月28日 - 6月16日、AbemaTV / 2019年7月6日 - 8月31日、TOKYO MX） - 二階堂陸 役[55][56]
- インハンド 第9話 - 最終話（2019年6月7日 - 21日、TBS） - 福山新太 役[57]
- サ道（2019年7月20日 - 10月5日、テレビ東京） - イケメン蒸し男 役[58]
  - サ道 2019 年末SP -北の聖地でととのう（2019年12月28日）[59]
  - サ道 〜2021年冬 東京の空の下、少し離れてととのう〜（2021年2月14日）[60]
  - サ道 2021（2021年7月10日 - 9月25日）[61]
  - サ道 〜2022年冬〜（2022年12月25日）[62]
  - サ道 2023SP（2023年12月24日）[63]
  - サ道 2024SP〜誰しも 何かを胸にととのう〜（2024年12月21日）[64]
- TWO WEEKS 第2話 - 最終話（2019年7月23日 - 9月17日、関西テレビ・フジテレビ） - 灰谷 役
- 時効警察・復活スペシャル（2019年9月29日 、テレビ朝日） - 又来康知 役
  - 時効警察はじめました（2019年10月11日 - 12月6日）[65]
- まだ結婚できない男 第6話（2019年11月12日、関西テレビ・フジテレビ） - 矢野亮介 役[66]
- ケイジとケンジ〜所轄と地検の24時〜（2020年1月16日 - 3月12日、テレビ朝日） - 目黒元気 役[67]
  - ケイジとケンジ、時々ハンジ。（2023年4月13日 - 6月8日、テレビ朝日）[68][69]
- 親バカ青春白書 第1話（2020年8月2日、日本テレビ） - テニスサークルの先輩 役[70]
- レンタルなんもしない人 第10話（2020年9月16日、テレビ東京） - 滝口誠 役[71]
- 恋する母たち（2020年10月23日 - 12月18日、TBS） - 赤坂剛 役[72]
- ざんねんないきもの事典（2020年10月7日 - 2021年3月25日、テレビ東京） - 朝井翼 役[73]
- アクターズ・ショート・フィルム「機械仕掛けの君」（2021年1月23日、WOWOWプライム） - 監督・脚本・出演[74][75]
- 大河ドラマ 青天を衝け（2021年4月4日 - 6月27日、NHK総合） - 徳川家茂 役[76]
- 珈琲いかがでしょう（2021年4月5日 - 5月24日、テレビ東京） - 杉三平 役[77]
- 演じ屋（2021年7月30日 - 9月3日、WOWOWプライム） - 主演・トモキ 役[78][79]
  - 演じ屋 Re:act（2024年5月24日 - 7月5日、WOWOWプライム）[80][81]
- キン肉マン THE LOST LEGEND 第2話（2021年10月15日、WOWOWプライム） - 本人 役[82]
- アバランチ 第1話（2021年10月18日、関西テレビ・フジテレビ） - 六車和也 役[83]
- 持続可能な恋ですか?〜父と娘の結婚行進曲〜（2022年4月19日 - 6月21日、TBS） - 不破颯 役[84]
- 東京の雪男（2023年2月4日 - 3月4日、NHK Eテレ） - 主演・山川ユキオ 役[85]
- 星降る夜に 第6話（2023年2月21日、テレビ朝日） - 不動産会社の店員 役[86]
- ああ、ラブホテル 〜秘密〜 第4話「子猫ちゃん」（2023年6月9日、WOWOWプライム） - 男 役[87]
- 不適切にもほどがある!（2024年1月26日 -  3月29日、TBS） - 秋津睦実 / 秋津真彦 役（二役）[88][89]
  - 不適切にもほどがある! スペシャル（2026年春〈予定〉、TBS）[90]
- クジャクのダンス、誰が見た?（2025年1月24日 - 3月28日、TBS） - 神井孝 役[91]
- 僕達はまだその星の校則を知らない（2025年7月14日 - 、関西テレビ・フジテレビ） - 主演・白鳥健治 役[92][93]

### ウェブドラマ
- TWO WEEKS チェインストーリー #8.5『TWO DAYS〜灰谷〜』（2019年9月3日、GYAO!） - 灰谷 役
- 時効警察とくべつへん 鑑識課・又来康知（2019年10月19日・26日、AbemaTV・ビデオパス） - 又来康知 役[94]
- LINE NEWS VISION メジャーガール 〜メジャーデビューはお手のもの〜 #4・#10（2020年4月29日・6月10日、LINE NEWS） - 磯村勇斗（本人） 役
- 恋する男たち 第2話（2020年10月30日、Paravi） - 主演・赤坂剛 役[95]
- 新解釈・三國志－異聞－（2020年12月12日 - 26日、Hulu） - 荀彧 役[96]
- 主夫メゾン（2021年2月26日 ‐ 3月26日、TELASA） - 大友龍之介 役[97]
- 珈琲“もう一杯”いかがでしょう（2021年4月6日 - 5月24日、Paravi） - 主演・杉三平 役[77]
- 箱庭のレミング（2021年6月17日 - 7月8日、ABEMA） - 主演・虹生 役[98][99]
- 今際の国のアリス（Netflix） - バンダ 役 
  - シーズン2（2022年12月）[100]
  - シーズン3（2025年9月25日配信予定）[101]
- ソウルメイト（2025年8月配信予定、Netflix） - 主演・鳴滝琉 役 (オク・テギョンとW主演)[102][103]

### 映画
- 生贄のジレンマ（2013年7月13日） - 小川保 役
- ガールズ・ステップ（2015年9月12日、東映） - 池辺保 役[104]
- 仮面ライダーシリーズ（東映）
  - 仮面ライダー×仮面ライダー ゴースト&ドライブ 超MOVIE大戦ジェネシス（2015年12月12日） - アラン 役[105]
  - 劇場版 仮面ライダーゴースト 100の眼魂とゴースト運命の瞬間（2016年8月6日） - アラン / 仮面ライダーネクロム 役
  - 仮面ライダー平成ジェネレーションズ Dr.パックマン対エグゼイド&ゴーストwithレジェンドライダー（2016年12月10日） - アラン / 仮面ライダーネクロム 役
- 覆面系ノイズ（2017年11月25日、松竹） -  黒瀬歩（クロ） 役[23]
- 恋は雨上がりのように（2018年5月25日、東宝） - 加瀬亮介 役[106]
- ういらぶ。（2018年11月9日、アスミック・エース） - 藤蛍太 役[107]
- 春待つ僕ら（2018年12月14日、ワーナー・ブラザース映画） - 若宮恭介 役[108]
- RUN!-3films-「ACTOR」（2019年11月2日、ムービー・アクト・プロジェクト）
- インスタ生配信短編映画『コロッケを泣きながら』（2020年5月25日、YouTube「BLUE LABEL channel」） - 出演・撮影[109]
- 今日から俺は!!劇場版（2020年7月17日、東宝） - 相良猛 役[110]
- 新解釈・三國志（2020年12月11日、東宝） - 荀彧 役[111]
- ヤクザと家族 The Family（2021年1月29日、スターサンズ） - 木村翼 役[112]
- 東京リベンジャーズシリーズ（ワーナー・ブラザース映画） - 千堂敦 役
  - 東京リベンジャーズ（2021年7月9日）[113]
  - 東京リベンジャーズ2 血のハロウィン編 -運命-（2023年4月21日）[114]
  - 東京リベンジャーズ2 血のハロウィン編 -決戦-（2023年6月30日）[114]
- 劇場版 きのう何食べた?（2021年11月3日、東宝） - 井上航（ジルベール） 役[115]
- 彼女が好きなものは（2021年12月3日、バンダイナムコアーツ・アニモプロデュース） - ファーレンハイト 役[116][117]
- 前科者（2022年1月28日、日活・WOWOW） - 滝本真司 役[118]
- ホリック xxxHOLiC（2022年4月29日、松竹 / アトミック・エース） - アカグモ 役[119]
- MIRRORLIAR FILMS Season3『サウネ』（2022年5月6日）
- PLAN75（2022年6月17日、ハピネットファントム・スタジオ） - 岡部ヒロム 役[120]
- ビリーバーズ（2022年7月8日、クロックワークス / SPOTTED PRODUCTIONS） - 主演・オペレーター 役[121]
- 異動辞令は音楽隊!（2022年8月26日、ギャガ） - 坂本祥太 役[122][123]
- さかなのこ（2022年9月1日、東京テアトル） - 総長 役[124][125]
- 最後まで行く（2023年5月19日、東宝） - 尾田創 役[126]
- 波紋（2023年5月26日、ショウゲート） - 須藤拓哉 役[127]
- 渇水（2023年6月2日、KADOKAWA） -  木田拓次 役[128]
- 月（2023年10月13日、スターサンズ） - さとくん 役[129]
- 正欲（2023年11月10日、ビターズ・エンド） -  佐々木佳道 役[130][131]
- 若き見知らぬ者たち（2024年10月11日、クロックワークス） - 主演・風間彩人 役[132][133][134]
- 八犬伝（2024年10月25日、キノフィルムズ） - 宗伯 役[135]
- 劇映画 孤独のグルメ（2025年1月10日、東宝） - 中川 役[136]

### 劇場アニメ
- カメの甲羅はあばら骨（2022年10月28日、イオンエンターテイメント / アスミック・エース） - カエル川エル隆 役[137]
- めくらやなぎと眠る女（2024年7月26日公開、ユーロスペース / インターフィルム / ニューディアー / レプロエンタテイメント） - 主演・小村 役[138]

### オリジナルビデオ
- 仮面ライダーシリーズ
  - 仮面ライダーゴースト アラン英雄伝（2016年 - 2017年） - 主演・アラン 役
  - てれびくん超バトルDVD 仮面ライダーゴースト 真相!英雄眼魂のひみつ!（2016年） - アラン / 仮面ライダーネクロム 役
  - ゴースト RE:BIRTH 仮面ライダースペクター（2017年4月19日） - アラン / 仮面ライダーネクロム 役

### 舞台
- Superendroller LIVE“scene04”「hammer & hummingbird」（2018年2月28日 - 3月4日） - 主演・中村泳 役[139]
- PARCOプロデュース プレイハウス（2019年8月25日 - 9月1日・28日） - 主演・一ノ瀬聖夜 役[140]
- 泥人魚（2021年12月6日 - 29日、Bunkamura シアターコクーン） - 浦上蛍一 役
- 沼津市制100周年記念事業 きらり沼津。磯村勇斗と～新しい100年へ～ 第1部 演劇『プロポーズ』（2023年7月22日、沼津市民文化センター大ホール）[141][142]

### バラエティ番組
- 超入門!落語 THE MOVIE「木乃伊取り」（2017年11月30日、NHK総合） - 若旦那 役[143]
- 痛快TV スカッとジャパン イヤミ課長「むちゃぶりパワハラ課長」（2018年10月15日、フジテレビ） - 富田真司 役
- ミライ☆モンスター → ライオンのミライ☆モンスター（2019年4月7日 - 2023年3月26日、フジテレビ） - ミライ☆モンスター紹介人として準レギュラー
- サウナーーーズ 〜磯村勇斗とサウナを愛する男たち〜（2020年 - 、WOWOW）[144]
- 突然ですが占ってもいいですか？（2021年7月7日、フジテレビ）[145]

### 情報番組
- どーも、NHK（2018年4月29日・5月27日・7月1日・※7月29日は台風により休止・9月9日・10月7日・11月18日・12月2日・2019年1月20日・2月17日・3月17日・4月21日・5月12日・6月23日・9月8日・※10月13日は台風により休止・11月24日・2020年1月26日・3月1日、NHK総合） - 月替わりMC

### ナレーション
- 新美の巨人たち（2024年10月 - 、テレビ東京）[146]

### 音声ガイド
- キース・へリング展 アートをストリートへ（2023年12月9日 - 2024年2月25日、森アーツセンターギャラリー）[147]

### 広告
- 沼津市ふるさと納税PR動画 - イソデビル 役[148]
- 大塚製薬「オロナミンC」（2016年）
- PlayStation「New みんなのGOLF」（2017年）
- 森永製菓「チョコボール」（2018年）
- ブラウン「マルチクイック9 ハンドブレンダー」（2019年）[149]
- 日本コカ・コーラ
  - 「アイシー･スパーク」（2022年）[150]
  - 「ジョージア エメラルドマウンテンブレンド」「ジョージア ショット&ブレイク 微糖」（2022年）[151]
  - 「CHILL OUT」（2024年）[152]
- ミツカン「味ぽん」（2022年）[153]
- クラシアン（2022年）
- 味の素「パスタキューブ」（2024年）[154]
- かんぽ生命保険（2024年）[155]
- キリンビール「氷結 無糖」（2025年）[156]
- バンダイナムコエンターテインメント「ドラゴンボール ゲキシン スクアドラ」（2025年）[157]

### ミュージックビデオ
- MEGARYU「さくら前線が来る前に」（2013年）
- TAOTAK「Anniversary」（2018年）
- Vaundy「呼吸のように」（2023年）[158]

### ゲーム
- 仮面ライダーバトル ガンバライジング（2016年1月28日、アーケード） - 仮面ライダーネクロム 役
- オール仮面ライダー ライダーレボリューション（2016年12月1日、3DS） - 仮面ライダーネクロム 役
- 仮面ライダーバトル ガンバレジェンズ（2023年3月23日、アーケード） - 仮面ライダーネクロム 役

### 玩具
- 仮面ライダーゴースト DX御成眼魔アイコン（2016年12月20日） - アラン御成 役

### 新聞
- 学生新聞[159]

### イベント
- 藤原まつり 源義経公東下り行列（2018年5月3日、岩手県平泉町） - 源義経 役
- 静岡まつり 大御所花見行列（2019年4月7日、静岡県静岡市） - 大御所（徳川家康） 役

### その他
- 沼津市ふるさと納税応援隊長[160]
- 京浜急行バス運転士募集イメージキャラクター（2018年3月1日 - 5月31日）[161]
- キラリナ京王吉祥寺開業5周年アニバーサリーモデル（2019年4月）[162]
- 「ヴィダルサスーン」キャンペーンモデル（2019年11月）[163]
- Huluイメージキャラクター（2020年2月）[164]
- 「生誕50周年記念 THE仮面ライダー展」静岡スペシャルアンバサダー（2023年3月）[165]
- 市制100周年記念 第28期 燦々ぬまづ大使（2023年4月 - 2025年3月）[166]

## 作品

### カレンダー
- 磯村勇斗 2018 カレンダー（2017年9月30日）
- 磯村勇斗カレンダー 2020.04-2021.03（2020年2月28日）[167]

### CD
- in No hurry to shout;「Close to me」（2017年11月15日、SRCL-9562〜9563 / SRCL-9564） - 映画『覆面系ノイズ』に登場するバンドのドラム[168]。

### 舞台
- 沼津市制100周年記念事業 きらり沼津。磯村勇斗と〜新しい100年へ 第1部 演劇『プロポーズ』(2023年7月22日、沼津市民文化センター大ホール)台本、企画展[169][170]

## 書籍

### 著書
- 磯村勇斗ファーストパーソナルブック 過現模様（2016年12月2日、主婦と生活社）

### 写真集
- 磯村勇斗ファースト写真集「あなたがみる僕は――」（DVD付）（2018年11月30日、KADOKAWA）[171]
- 磯村勇斗写真集「PASSAGE」（2022年11月4日、東京ニュース通信社）[172]

### 雑誌連載
- 週刊ザテレビジョン（2017年9月20日号 - 2018年12月14日号、KADOKAWA） - 連載「役者道〜Road to ハリウッド!?」 [173]
- CHEER（「CLUSTER」vol.14（2020年8月3日）（2020年9月1日発売号より誌名を「CHEER」に変更） - 、宝島社） - 不定期連載「磯村勇斗の妄想デートコーデ」

### 新聞連載
- 日刊スポーツ静岡版「磯村勇斗の源」（2018年1月12日 - 12月21日、日刊スポーツ新聞社） - 毎週金曜日コラム連載[174]